# Fort du Guesclin

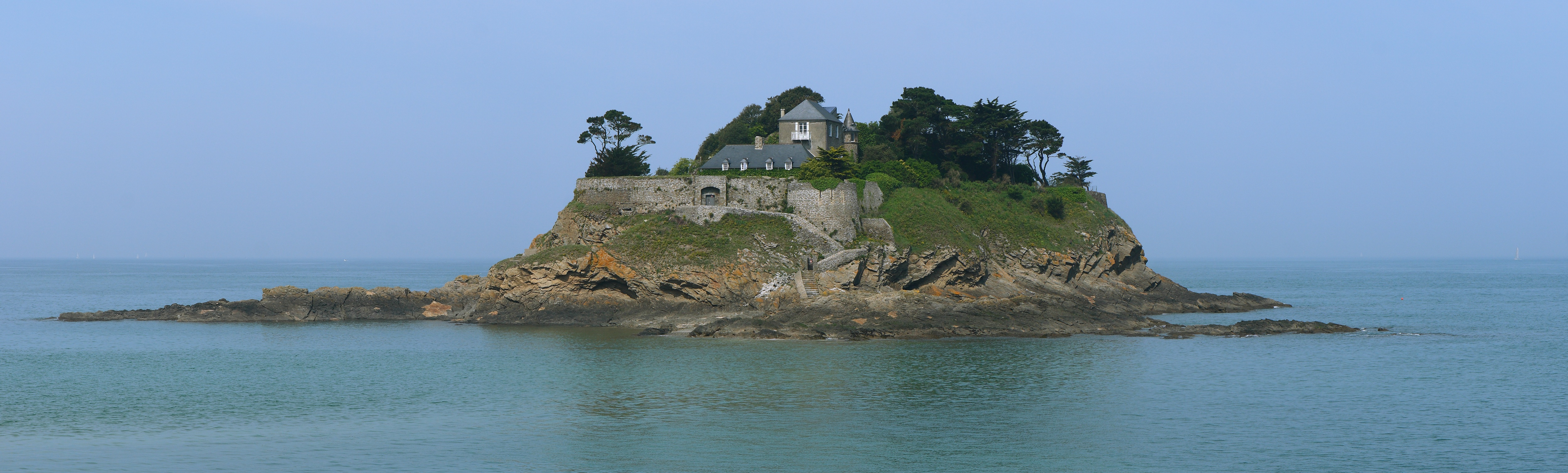
Fort du Guesclin

Das Fort du Guesclin liegt auf der strandnahen Gezeiteninsel Île du Guesclin nordöstlich von Saint-Coulomb, zwischen Saint-Malo und Cancale im Département Ille-et-Vilaine in der Bretagne in Frankreich.
Das erste Gebäude wurde im Jahre 1026 von einem Wachtmeister von Guesclin errichtet. Es war eine durch zwei Mauern flankierte, von drei Türmen und einem Donjon geschützte Burg. Die Wasserversorgung erfolgte mittels einer 33 m tiefen Zisterne. Im Jahre 1207 besetzte Johann Ohneland, der König von England, die Festung, bis Juhel III de Mayenne (auch Juhaël de Mayenne, 1168–1220) sie zurückgewann. Die Guesclins verließen das Fort 1259 und ließen sich in Plessis-Bertrand nieder. Das um 1500 verfallene Fort wurde im Jahre 1589 an Guillaume de Chateaubriant aus dem Hause Rieux verkauft. Das alte Gebäude wurde dem Erdboden gleichgemacht, und Sébastien Le Prestre de Vauban (1633–1707) erbaute später eine Festung, um die Küste vor den  Engländern zu schützen.
Nachdem sein militärischer Wert im Jahre 1826 verloren gegangen war, wurde das Fort verkauft und in ein Ferienhaus umgewandelt. Im Jahre 1942 wurden die Räumlichkeiten von der deutschen Armee besetzt und im Zuge der Errichtung des Atlantikwalls dort ein Flak-Geschütz installiert. Nach der alliierten Landung von 1944 gelangte das Fort in den Besitz des Bürgermeisters von Saint-Servan. Er verkaufte es im Jahr 1959 an den Sänger Léo Ferré (1916–1993), der dort bis 1968 lebte.
Das Fort wurde 1996 von den Erben Léo Ferrés an den Geschäftsmann Robert Porcher (1928–2011) verkauft, der das Gebäude restaurierte und als Wohnsitz nutzte.